# Bel-Air-Turm
Der Bel-Air-Turm (französisch Tour de Bel-Air, Tour Bel-Air) ist ein Hochhaus in Lausanne und gilt als erster Wolkenkratzer der Schweiz.

## Lage und Benutzung
Der Turm befindet sich inmitten des Stadtteils Centre, zwischen der «Rue de Genève», der «Rue des Terraux» und dem «Place de Bel-Air». Die Etage auf der Höhe der «Rue des Terraux» wird als Verkaufsfläche verschiedener Unternehmen genutzt. In den anderen Teilen des Gebäudes befinden sich Büroräume, ein Callcenter sowie «le métropole», ein grosser Veranstaltungssaal.

## Architektur und Gebäude
Der Schweizer Architekt Alphonse Laverrière entwarf das Gebäude und plante auch die Bauarbeiten, welche 1929 begannen. Der Turm wurde im Jahr 1931 fertiggestellt und im nächsten Jahr (1932) eingeweiht. Er war somit der erste Wolkenkratzer der Schweiz und bis 1961 das höchste Hochhaus der Schweiz.
Im Vorfeld seiner Errichtung wurden der Turm bzw. das Gebäude als skandalös empfunden und waren für verschiedene Kreise in der Lausanner Bevölkerung ein Stein des Anstosses: Die Christen befürchteten, dass der Turm die Höhe der Kathedrale Notre-Dame übersteigen könnte, andere sahen in der Brutal-Architektur Anklänge an die verhassten Gebäude der Wall Street als Symbol von Kapitalismus, Börsenkrach und Zusammenbruch. Der Schriftsteller und Kulturkritiker Charles-Albert Cingria hingegen verteidigte den Bau in seinem Werk Impressions d’un passant à Lausanne als zukunftsweisend und Massstäbe setzend.
Das Gebäude ist von der «Rue de Genève» 68 Meter und vom Bel-Air-Platz 54 Meter hoch. Gezählt in Etagen, hat der Turm von der «Rue de Genève» 19 und vom Bel-Air-Platz 15 Etagen.
Auf dem Turm befindet sich ein zwölf Meter hoher Mast.

## Kulturerbe
Der Komplex ist seit dem Jahr 1992 unter Kategorie 1 im Verzeichnis des architektonischen Kulturerbes aufgeführt.

Galerie
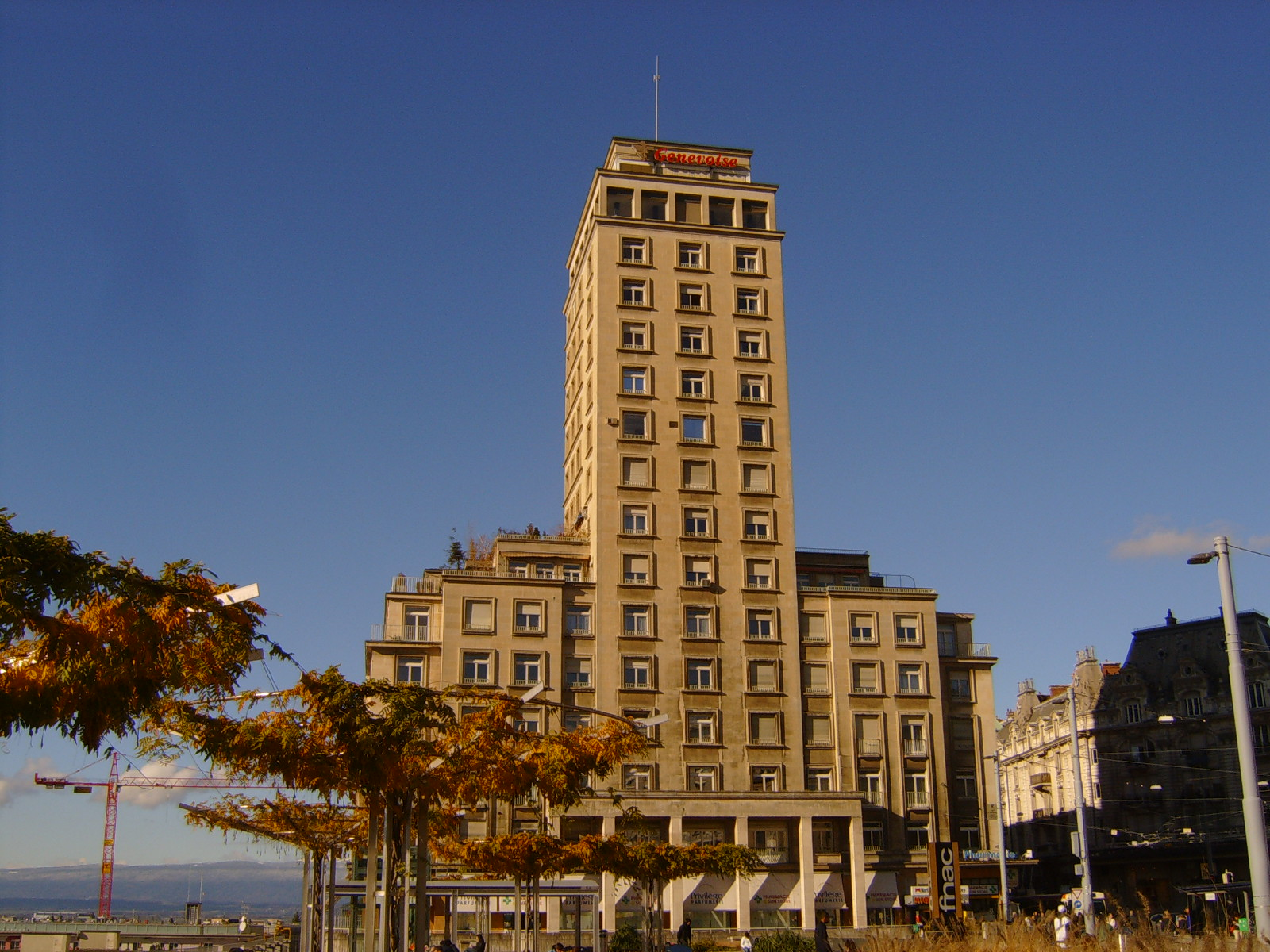
Frontansicht
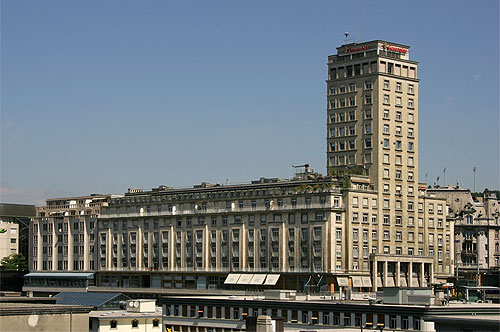
Seitenansicht
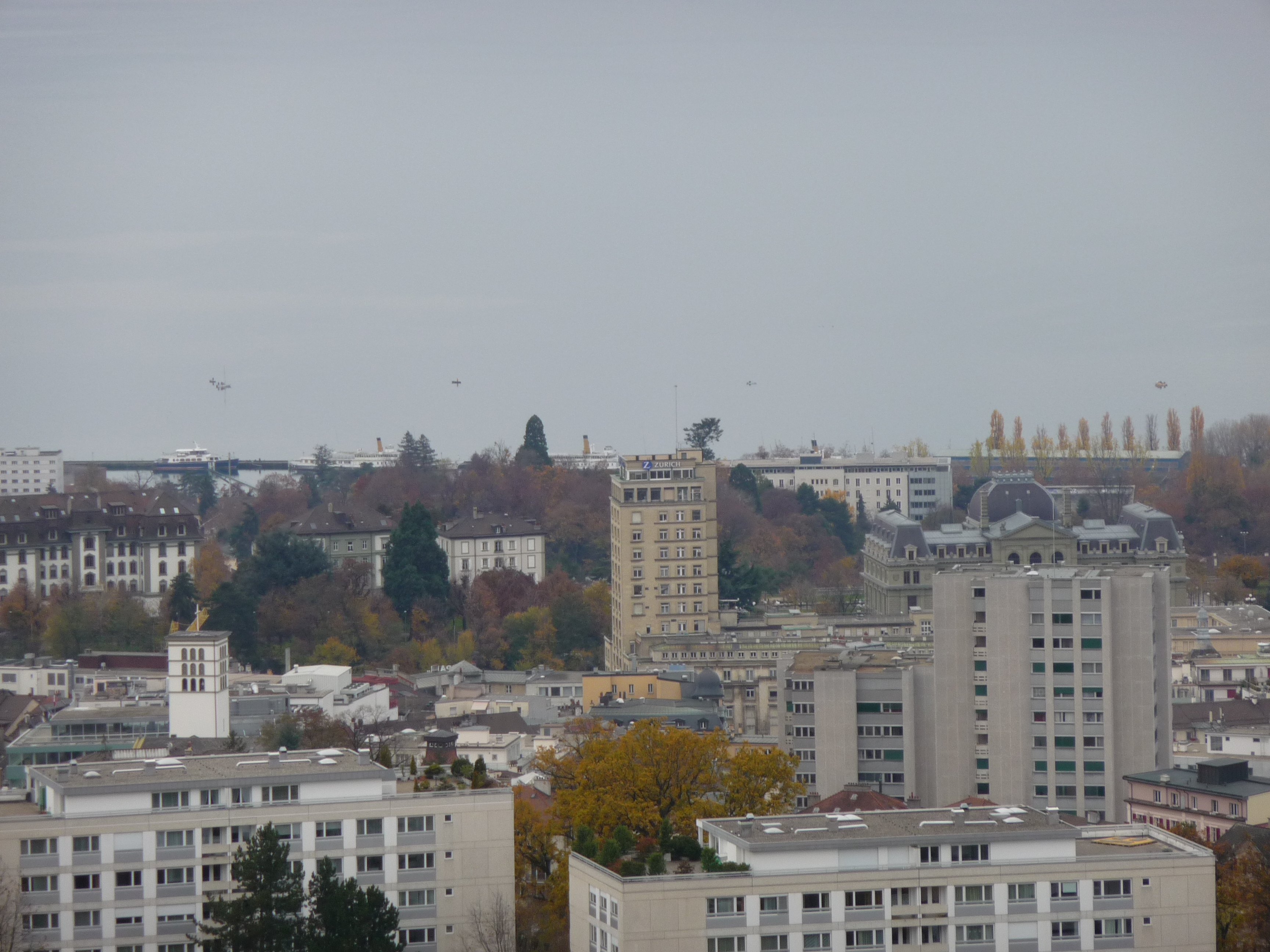
Der Turm ragt aus dem Stadtteil Centre heraus (Sicht vom Sauvabelin-Turm)
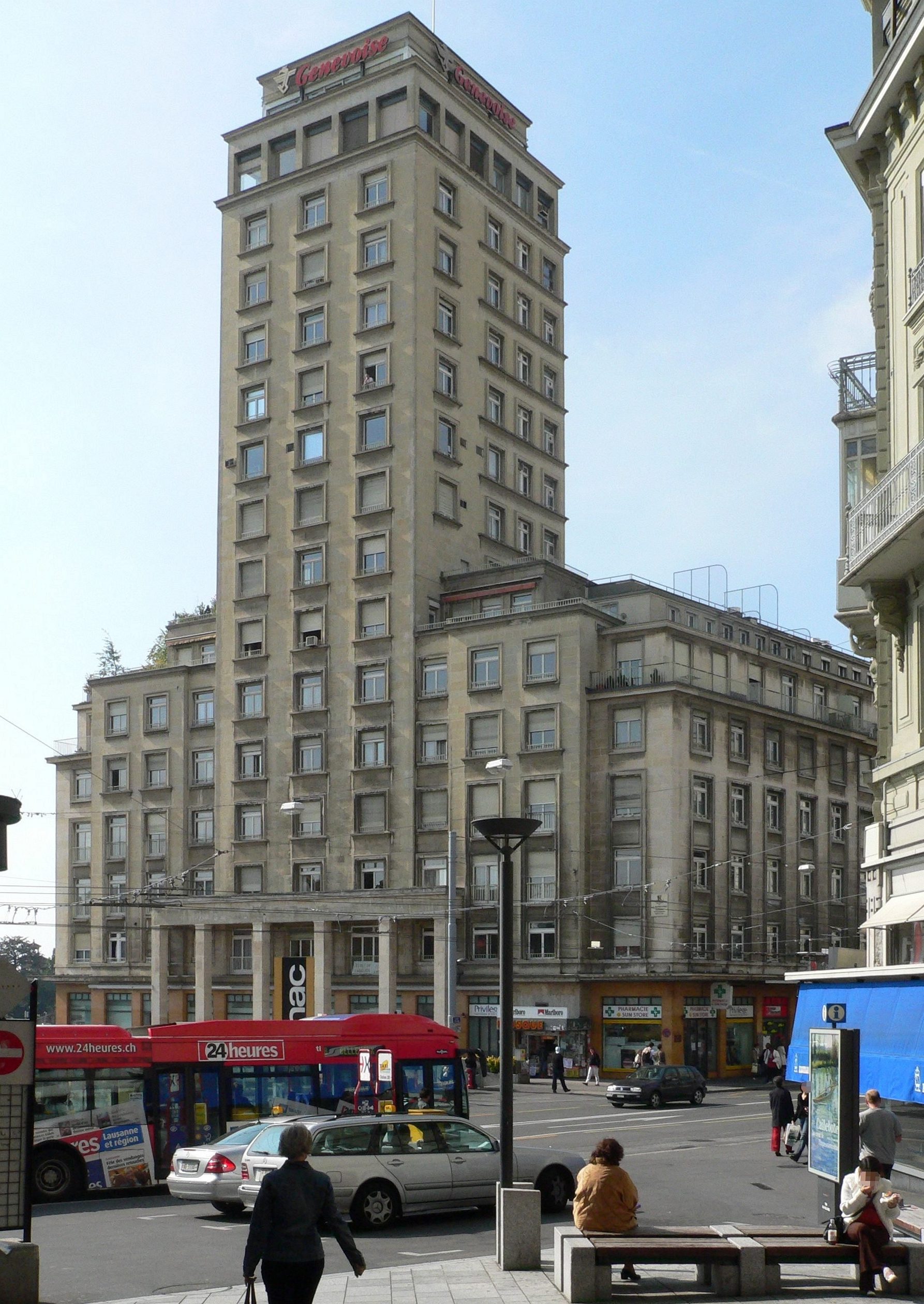
Der Bel-Air-Turm im Stadtzentrum von Lausanne